# Coahuayana Viejo
Coahuayana Viejo är en ort i Mexiko.   Den ligger i kommunen Coahuayana och delstaten Michoacán de Ocampo, i den södra delen av landet, 500 km väster om huvudstaden Mexico City. Coahuayana Viejo ligger 20 meter över havet och antalet invånare är 6 848.
Terrängen runt Coahuayana Viejo är kuperad åt nordost, men åt sydväst är den platt. Runt Coahuayana Viejo är det ganska glesbefolkat, med 32 invånare per kvadratkilometer. Coahuayana Viejo är det största samhället i trakten. Omgivningarna runt Coahuayana Viejo är en mosaik av jordbruksmark och naturlig växtlighet.